# Байдач
Байдач — река в России, протекает по Чердынскому району Пермского края. Устье реки находится в 37 км по левому берегу реки Низьва. Длина реки составляет 34 км. В верхнем течении также называется Средняя.
Исток реки на западных склонах Северного Урала южнее горы Низьва (533 НУМ) в 26 км к северо-востоку от посёлка Ныроб. Река течёт на юго-запад по ненаселённой холмистой местности Полюдова кряжа.

## Притоки
- река Рассольная (пр)
- река Сухой Лопач (лв)
- река Сырой Лопач (лв)
- река Кременка (лв)

## Данные водного реестра
По данным государственного водного реестра России относится к Камскому бассейновому округу, водохозяйственный участок реки — Кама от водомерного поста у села Бондюг до города Березники, речной подбассейн реки — бассейны притоков Камы до впадения Белой. Речной бассейн реки — Кама.
Код объекта в государственном водном реестре — 10010100212111100006628.